# Eparchia homelska i żłobińska

Eparchia homelska i żłobińska na tle podziału administracyjnego Egzarchatu Białoruskiego

Eparchia homelska i żłobińska – jedna z eparchii Egzarchatu Białoruskiego Patriarchatu Moskiewskiego, z siedzibą w Homlu. Obecnym ordynariuszem eparchii jest arcybiskup homelski i żłobiński Stefan (Nieszczeret), zaś funkcje katedry pełni sobór Świętych Piotra i Pawła w Homlu. Drugą katedrą jest sobór Trójcy Świętej w Żłobinie.
Eparchia została utworzona po raz pierwszy w 1925. Jej pierwszym ordynariuszem został Tichon (Szarapow), który został jednak jeszcze w tym samym roku aresztowany. Nominalnie pozostawał zwierzchnikiem administratury do 1934, gdy zastąpił go Serafin (Kokotow). Hierarcha ten nie uzyskał jednak obowiązkowego meldunku w Homlu i w efekcie nigdy nie objął swoich obowiązków. Kolejny biskup homelski nie został po nim wyznaczony.
W 1990 administratura została restytuowana. Początkowo obejmowała cały obwód homelski. Jej pierwszym ordynariuszem został biskup Arystarch (Stankiewicz). W 1992 część rejonów obwodu homelskiego przeszła do nowo utworzonej eparchii turowskiej i mozyrskiej. Obecnie administraturze podlegają prawosławne parafie i klasztory na terytorium niektórych rejonów obwodu homelskiego: buda-koszelowskiego, czeczerskiego, dobruskiego, homelskiego, kormiańskiego, łojewskiego, reczyckiego, rogaczewskiego, swietłogorskiego, wietkowskiego i żłobińskiego. Łącznie w strukturach administratury funkcjonuje (według danych z 2012) dziesięć dekanatów z 136 parafiami, dysponującymi 126 świątyniami. Placówki duszpasterskie obsługuje 166 kapłanów.

## Dekanaty
- budzki (12 parafii)
- czeczerski (13 parafii)
- dobruski (12 parafii)
- homelski miejski (20 parafii)
- homelski rejonowy (29 parafii)
- łojowski (3 parafie)
- rohaczowski (12 parafii)
- rzeczycki (21 parafii)
- swietłahorski (9 parafii)
- żłobiński (14 parafii)

## Monastery[2]
- monaster św. Mikołaja w Homlu, męski
- monaster Tichwińskiej Ikony Matki Bożej w Homlu, żeński
- monaster Zaśnięcia Matki Bożej w Kazimirowie, żeński
- monaster św. Jana Kormiańskiego w Kormie, żeński